# 天球坐标系统
天球坐標系統，是天文學上用來描繪天體在天球上位置的坐標系統。有許多不同的坐標系統都使用球面坐標投影在天球上，類似於使用在地球表面的地理坐標系統。這些坐標系統的不同處只在用來將天空分割成兩個相等半球的大圓，也就是基面的不同。例如，地理坐標系統的基面是地球的赤道。每個坐標系統的命名都是依據其所選擇的基面。

## 坐標系統
| 坐標系統                     | 基面       | 極        | 坐標                               |
| ---------------------------- | ---------- | --------- | ---------------------------------- |
| 地平 （也稱為Alt/Az或Az/El） | 地平面     | 天頂/天底 | 高度（也稱為仰角） - 方位 - 子午圈 |
| 赤道                         | 天球赤道   | 天極      | 赤緯 - 赤經或時角                  |
| 黃道                         | 黃道       | 黃極      | 黃緯 - 黃經                        |
| 銀河                         | 銀河平面   | 銀極      | 銀經 - 銀緯                        |
| 超星系                       | 超星系平面 |           |                                    |

### 地平坐標系統
在地平或高度方位系統，觀測者位於地球上，圍繞著自身的自轉軸每一恆星日（23h56m）相對於固定的恆星背景旋轉一周。在地平系統中，天體位置的定位主要用於計算出與沒的短暫時間，例如，太陽升起和沉沒時間的計算。過去它也用於導航，例如，確定行星位置的高度與方位，依據時間確定船隻正確的經度和緯度。許多望遠鏡也採用經緯儀的架台，然後依據時間、地理位置，利用電腦計算天體在地平上的位置（高度和方位）。

### 赤道坐標系統
赤道坐標系統以地球的中心為中心並且固定住環繞我們的天空，因此它看起來與地球固定在一起，而我們在地球的表面上繞著自身的軸旋轉。赤道坐標描述的天空，包括所見的太陽系，和現在所有的星圖幾乎全都用赤道坐標來繪製，而古代的東方天文學家早已使用這種坐標繪製星圖。
赤道系統是專業天文學家最常用的坐標系統，業餘天文學家也使用赤道系統的架台在夜晚追蹤天空的運動。天體被調整好的望遠鏡或其它種類的儀器找到之後，這些天體就會使用與赤道坐標匹配來標示它們的位置。
最常被選用的赤道系統是古老的1950分點或現代的2000分點，但也可以使用標示日期的赤道系統，意味著必須考量日期的需要，例如對一顆行星或太空船位置的測量。也有細分到“平均日”坐標，它們採用平均值而忽略章動和包含章動的"真正日期"。

### 黃道系統
黃道坐標系統是一種古老的坐標系統，使用在天文學和占星術上未分家前的星圖上，特別是在西方世界。
黃道系統描述的是行星環繞太陽移動的軌道，它的中心在太陽系的重心，也就是太陽的位置。它的基本平面是地球的軌道面，稱為黃道面。在行星科學中被大量使用，像是計算行星的位置和其他重要的行星軌道參數：傾角、升交點、降交點、近日點位置等等。

### 銀河系統
銀河系統是以我們的太陽系為中心，指向銀河中心的方向為是0點的位置，而基本平面大致上與銀河盤面一致，但是有固定的標準。當然，銀河系統是用來決定星際物體在銀河中的相關位置。

### 超星系系統
超星系坐標系統也是天球坐標系統之一，他的赤道是校準在超星系平面上。這個系統用於在地的宇宙之中，主要是參考鄰近的星系團，包含室女座星系團、巨引源和英仙-雙魚超星系團等，在平面（二維空間）的分布狀態。
經由會議決定，超星系的經度和緯度類比於银道坐标系的銀經（l）和銀緯（b），分別標示為SGL和SGB，坐標經度的起點（SGL=0）定義為銀河平面與超星系平面的交叉點。

## 地平緯度
地平緯度，也可以稱為高度角（Altitude）或仰角，指的是從天文地平線（0°）  垂直向上量取到天頂（+90°）的角度。它還可以用負值延伸到地平線下最低點的天底（-90°）。雖然有些地方會使用高度或海拔標高（elevation, geometric height）一詞取代仰角，但高度通常會被理解為一種直線單位的距離，像是公尺（米，或是任何其他的長度單位），並不建議將它當成是一個角度的距離。
在天文學中更常被使用的名詞是天頂距，這是仰角的餘角，也就是天頂是0 °，在地平線上是90 °，最低點的天底是180 °。

## 坐標轉換

### 赤道坐標轉地平坐標
令{\displaystyle \delta }为赤纬，{\displaystyle H}为时角。
令{\displaystyle \phi }为观察者所在的地理纬度。
令{\displaystyle a}为高度角，{\displaystyle A_{N}}为方位角 (以北方為 0 度的北方位角)。
令θ是天頂距，也就是仰角的餘角90°- {\displaystyle a}。
則轉換的方程式是：
{\displaystyle \sin \mathrm {a} =\cos \theta =\sin \phi \cdot \sin \delta +\cos \phi \cdot \cos \delta \cdot \cos H}
{\displaystyle \cos \mathrm {A_{N}} =\cos \mathrm {(360-A_{N})} ={\frac {\cos \phi \cdot \sin \delta -\sin \phi \cdot \cos \delta \cdot \cos H}{\cos \mathrm {a} }}.}
算出等號右側的數值後，使用反三角函數即可以得到坐標 {\displaystyle (A_{N},a)} 或 {\displaystyle (A_{N},\theta )} 的數值。
注意：在 0 到 360 度的範圍，反餘弦有兩組解，因為 {\displaystyle \cos A_{N}=\cos(-A_{N})=\cos(360-A_{N})}。例如160°和200°有相同的餘弦值。所以，如果求解的角度不在反餘弦函數的定義域範圍，即 0 度到 180 度之間，就需要作適當調整。如果{\displaystyle H<180}°（或徑度量的{\displaystyle \pi }），則表示觀察的星體偏西方，應該 {\displaystyle A_{N}>180} 才對。因此，反餘弦所得到的值，預設為 {\displaystyle A_{N}}（介於 {\displaystyle [0,180]}），要修正為 {\displaystyle 360-A_{N}}（介於 {\displaystyle [180,360]}）度才對。至於用 {\displaystyle \arcsin } 來求 {\displaystyle a} 並不需要調整，因為它的定義域在 {\displaystyle [-90,+90]} 度，可代表地平以下及以上的高度角。

#### 南方位角及北方位角
另外需要特別注意的是，上列方程式算出來的方位角 {\displaystyle A_{N}} 精確地說是由北方為 0 度，順時鐘方向測量所得的北方位角。但某些觀星者或航海人習慣以南方為 0 度，測量星體與南方的夾角，我們可稱這樣的方位角為南方位角，以 {\displaystyle A_{S}} 表示。
南方位角{\displaystyle A_{S}}的計算式與上列等式稍有不同。主要是上列公式的第二式等號右侧要變負號。原因是北方位角跟南方位角的 X 座標一北一南，正負符號相反。而這一項與地平座標的 X 座標有關。至於第一個等式，與他們的 Z 座標有關，兩個值相同，不必變號。因此，其計算公式變為：
{\displaystyle \sin \mathrm {a} =\cos \theta =\sin \phi \cdot \sin \delta +\cos \phi \cdot \cos \delta \cdot \cos H}
{\displaystyle \cos \mathrm {A_{S}} =\cos(360-A_{S})={\frac {-\cos \phi \cdot \sin \delta +\sin \phi \cdot \cos \delta \cdot \cos H}{\cos \mathrm {a} }}.}
同樣的，用反餘弦所算出來的角度可能是真正的 {\displaystyle A_{S}} 或 {\displaystyle 360-A_{S}}，也可能需要調整，但調整條件變成：如果{\displaystyle H>180}°（或徑度量的{\displaystyle \pi }），{\displaystyle A_{S}} 也會大於 180 度，反餘弦所算得的值，預設為 {\displaystyle A_{S}}，便需調為 {\displaystyle 360-A_{S}}.
不論用上列哪套公式，南方位角跟北方位角其實只差 180 度。算出其一後，用 {\displaystyle A_{N}=A_{S}+180} 換算，並調整到 {\displaystyle [0,360]} 度的範圍，即可算出另一種方位角，不需要再費時去計算三角函數與反函數。

## 外部連結
- This article was originally based on Jason Harris' Astroinfo which comes along with KStars, a KDE Desktop Planetarium（页面存档备份，存于） for Linux/KDE.